# Mateo Hervé

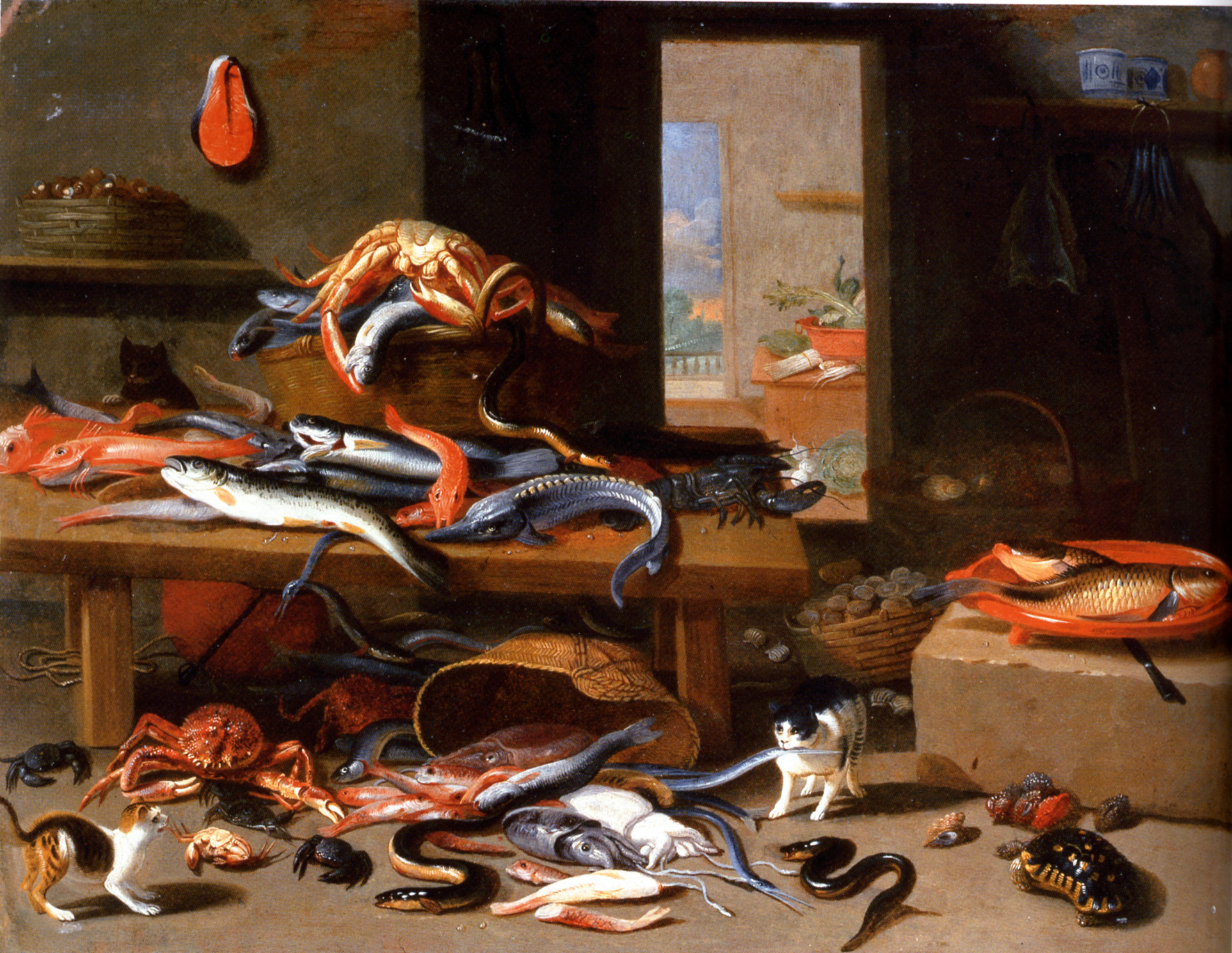
Bodegón con diversos tipos de comida de Jan van Kessel

Mateo Hervé fue un cocinero de origen francés del siglo XVIII, conocido por haber sido ayuda de la Real Cocina de Boca de la Reina con honores de Jefe de las Reales Viandas,, colaborador del cocinero francés Juan Bautista Blancard (que posteriormente quedó al servicio de Isabel de Farnesio) en la Corte de Madrid durante el reinado de Fernando VI. Era hijo del también cocinero Nicolás Hervé y colaboró con los cocineros reales: Antonio Catalán, Juan Tremouillet.